# Janus Bey

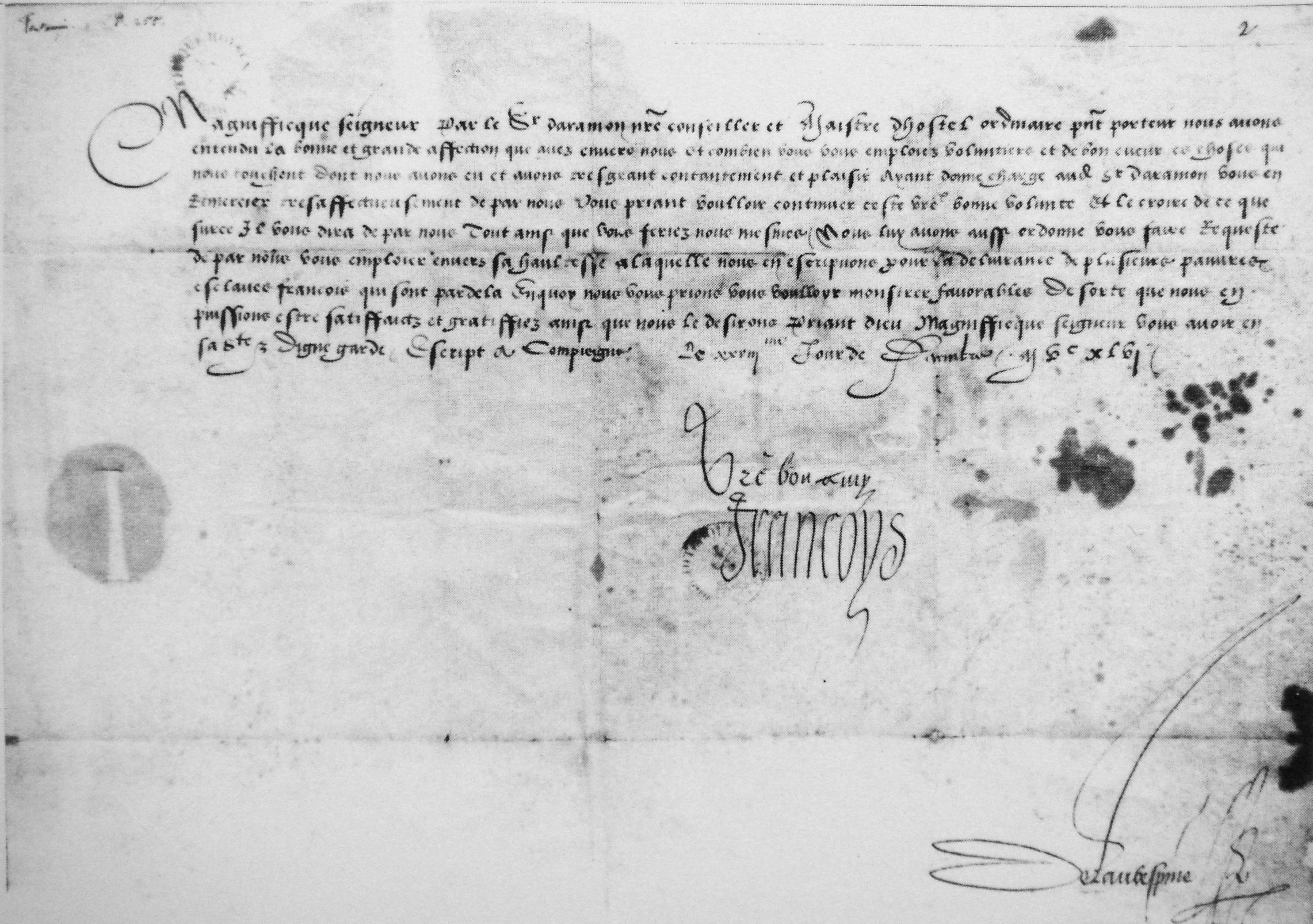
Lettera di Francesco Ial dragomanno Janus Bey, del 28 dicembre 1546, consegnata D'Aramon.

Janus Bey (fl. XVI secolo) è stato un ambasciatore ottomano attivo nel XVI secolo.

## Biografia
Fu un interprete e ambasciatore ottomano (un dragomanno) che fu attivo in Europa negli anni 1530. Nel 1532 visitò Venezia e si incontrò con il governo della repubblica veneziana. Venne considerato come ambasciatore dell'Impero ottomano, ricevuto con tutti gli onori, e ricevetti preziosi regali dai veneziani. Nel 1532, sembra abbia collaborato con l'ambasciatore francese Antonio Rincon per ottenere un salvacondotto per l'ambasceria che l'Impero ottomano inviò in Francia nel 1533.